# Tournoi britannique de rugby à XV 1908
Navigation
Tournoi 1907 Tournoi 1909
Le tournoi britannique de rugby à XV 1908, le 26e, est remporté par le pays de Galles. Ayant gagné tous leurs matches, les Gallois décrochent la Triple Couronne pour la cinquième fois. Mais ils ont également reçu et battu les Français (par 36 à 4 et 9 essais à rien à l'Arms Park de Cardiff le 2 mars), on peut considérer comme qu'ils réalisent un Grand Chelem précurseur.

## Classement
| Rang | Nations        | J | V | N | D | PP | PC  | Δ   | Pts |
| ---- | -------------- | - | - | - | - | -- | --- | --- | --- |
| 1    | Pays de Galles | 3 | 3 | 0 | 0 | 45 | -28 | +17 | 6   |
| 2    | Écosse (T)     | 3 | 1 | 0 | 2 | 32 | -32 | 0   | 2   |
| 2    | Angleterre     | 3 | 1 | 0 | 2 | 41 | -47 | -6  | 2   |
| 2    | Irlande        | 3 | 1 | 0 | 2 | 24 | -35 | -11 | 2   |

- Légende :
J matches joués, V victoires, N matches nuls, D défaites
PP points marqués, PC points encaissés, Δ différence de points PP-PC
Pts points de classement : 2 points pour une victoire, 1 point en cas de match nul, rien pour une défaite
T tenante du titre 1907.
- Le pays de Galles a les meilleures attaque et défense et donc la plus forte différence de points.

## Résultats
Toutes les rencontres ont lieu un samedi :
| 18 janvier 1908 à l'Ashton Gate Stadium, Bristol       | Pays de Galles | 28 - 18 | Angleterre     |
| 1er février 1908 à St. Helen's, Swansea                | Pays de Galles | 06 - 5  | Écosse         |
| 8 février 1908 à l'Athletic Ground (Richmond), Londres | Angleterre     | 13 - 3  | Irlande        |
| 29 février 1908 à Lansdowne Road, Dublin               | Irlande        | 16 - 11 | Écosse         |
| 14 mars 1908 aux Balmoral Showgrounds, Belfast         | Irlande        | 05 - 11 | Pays de Galles |
| 21 mars 1908 à Inverleith, Édimbourg                   | Écosse         | 16 - 10 | Angleterre     |

## Matches amicaux de la France
| Mercredi 1er janvier 1908 au Stade du Matin, Colombes | France         | 00 - 19 | Angleterre |
| Lundi 2 mars 1908 à l'Arms Park, Cardiff              | Pays de Galles | 36 - 4  | France     |